# Уванас (рудник)
Уванас (рудник)  – колишнє гірничодобувне підприємство на півдні Казахстану, яке здійснювало розробку однойменного уранового родовища Чу-Сарисуйської урановорудної провінції. 
Рудопрояв Уванас відкрили в 1972 році. З 1969-го почалась його експериментальна розробка методом підземного вилуговування, успішні результати якої дозволили перекласифікувати Уванас у значний промисловий об’єкт та почати з 1977-го його повноцінну експлуатацію. Видобуток вели з горизонту, який залягає на глибинах від 85 до 120 метрів.  
Первісно розробку провадило належне до Киргизького гірничорудного комбінату Степне рудоуправління (також працювало з рудником Східний Минкудук). В подальшому воно перейшло під контроль казахського державного концерну «Казатомпром», а потім рудник став активом створеної в 2015-му дочірньої компанії цього ж концерну «Казатомпром-SaUran».
Степне рудоуправління випускало з десорбату урану хімічний концентрат природного урану («жовтий кек»), який могли відправляти для подальшого збагачення на Ульбінський металургійний завод, киргизький Карабалтинський гірничорудний комбінат, а з середини 2000-х – і на Степногорський гірничо-металургійний завод. При цьому можливо відзначити, що у 2000-х роках потужності Степного рудоуправління з випуску «жовтого кеку» також були задяні для роботи з десорбатом рудника Акдала.
В 2019-му рудник Уванас закрили через вичерпання запасів. В 2023-му оголосили, що «Казатомпром» протягом року проведе роботи по рекультивації, що включатимуть ліквідацію свердловин та ізоляцію робочого горизонту.